# 串原村立本郷小学校
串原村立本郷小学校（くしはらそんりつ　ほんごうしょうがっこう）は、かつて岐阜県恵那郡串原村（現・恵那市）に存在した公立小学校。

## 概要
- 串原村の西部（閑羅瀬・川ケ渡・柿畑・木根・大平・松本・峯、松林など）が校区であった。1969年に串原小学校〈旧〉と統合し、串原小学校の新設により廃校。
- 校舎は1971年まで串原小学校本郷分教室として使用された。

## 沿革
- 1873年（明治6年） - 生斎学校が開校。
- 1878年（明治11年） - 本郷小学校に改称する。松本分教場、大簗分教場を設置。
- 1895年（明治28年） - 本郷尋常小学校に改称する。
- 1898年（明治31年） - 大簗分教場を廃止。大簗分教場の児童を三濃村に委託。
- 1900年（明治33年） - 本郷尋常高等小学校に改称する。
- 1903年（明治36年） - 農業補習学校を併設する。
- 1911年（明治44年） - 閑羅瀬分教場を設置。三濃村への委託を解除（川ケ渡地区のみ委託を継続）し、閑羅瀬分教場への通学とする。
- 1941年（昭和16年）4月1日 - 本郷国民学校に改称する。
- 1947年（昭和22年）4月1日 - 串原村立本郷小学校に改称する。串原中学校〈初代〉が開校。本郷小学校に併設。
- 1948年（昭和23年）
  - 4月 - 川ケ渡地区の三濃村への委託を解除。串原中学校〈初代〉が串原第一中学校に改称する。
  - 6月 - 串原第一中学校が本郷中学校に改称する。
- 1963年（昭和38年） -
  - 閑羅瀬分校を廃止。
  - 中沢地区の明智町[注釈 2]への委託を解除。
- 1964年（昭和39年） - 松本分校を廃止。
- 1969年（昭和44年）3月 - 串原小学校〈旧〉と統合し、串原小学校の新設により廃校。串原小学校本郷分教室となる。
- 1970年（昭和45年）4月 - 本郷中学校と串原中学校〈旧〉が統合し、新たに串原中学校が開校（串原小学校に併設）。統合校舎未完成のため、串原小学校本郷分教室に串原中学校本郷分教室を併設。
- 1971年（昭和46年） - 本郷分教室を廃止。